# Pleuridium ecklonii
Pleuridium ecklonii là một loài rêu trong họ Ditrichaceae. Loài này được Hampe ex Mitt. Snider mô tả khoa học đầu tiên năm 1975.